# Liste der Kulturgüter in Mägenwil
Die Liste der Kulturgüter in Mägenwil enthält alle Objekte in der Gemeinde Mägenwil im Kanton Aargau, die gemäss der Haager Konvention zum Schutz von Kulturgut bei bewaffneten Konflikten, dem Bundesgesetz vom 20. Juni 2014 über den Schutz der Kulturgüter bei bewaffneten Konflikten sowie der Verordnung vom 29. Oktober 2014 über den Schutz der Kulturgüter bei bewaffneten Konflikten unter Schutz stehen.
Objekte der Kategorie A sind im Gemeindegebiet nicht ausgewiesen, Objekte der Kategorie B sind vollständig in der Liste enthalten, Objekte der Kategorie C fehlen zurzeit (Stand: 1. Januar 2023). Unter übrige Baudenkmäler sind weitere geschützte Objekte zu finden, die in der Bau- und Nutzungsordnung der Gemeinde verzeichnet und nicht bereits in der Liste der Kulturgüter enthalten sind.

## Kulturgüter
| Foto |                                                         | Objekt                       | Kat. | Typ | Standort                          | Beschreibung |
| ---- | ------------------------------------------------------- | ---------------------------- | ---- | --- | --------------------------------- | --- |
| ja   | Datei hochladen · Wikidata zu Loretokapelle (Q29580038) | Loretokapelle KGS-Nr.: 15558 | B    | G   | Oberdorfstrasse 3 659617 / 251324 | Im Jahr 1699 erbaute Kapelle. Einfacher rechteckiger Bau mit Dachreiter, je zwei Fenstern an den Traufseiten und Eingangsportal mit Rundbogengewände. |

## Übrige Baudenkmäler
| ID   | Foto |                                                                   | Objekt                                         | Typ | Standort                                                                              | Beschreibung |
| ---- | ---- | ----------------------------------------------------------------- | ---------------------------------------------- | --- | ------------------------------------------------------------------------------------- | ------------ |
| 901  | ja   | Datei hochladen · Wikidata zu Altes Schulhaus (1809) (Q134089098) | Altes Schulhaus (1809)                         | G   | Hauptstrasse 26 659774 / 251497                                                       |              |
| 902  | ja   | Datei hochladen · Wikidata zu Gemeindehaus (1930) (Q134089160)    | Gemeindehaus (1930)                            | G   | Schulweg 3 659998 / 251521                                                            |              |
| 903  | BW   | Datei hochladen                                                   | Restaurant Brauerei (um 1830/40)               | G   | Hauptstrasse 28 659820 / 251520                                                       |              |
| 904  | ja   | Datei hochladen                                                   | Gasthof zum Bären (um 1850)                    | G   | Hauptstrasse 24 659715 / 251469                                                       |              |
| 905  | ja   | Datei hochladen                                                   | Ehemaliges Bauernhaus (1820)                   | G   | Hauptstrasse 27 659732 / 251514                                                       |              |
| 906  | ja   | Datei hochladen                                                   | Bauernhauszeile (1834 ff.)                     | G   | Hauptstrasse 19, 21, 23 659639 / 251462                                               |              |
| 907  | ja   | Datei hochladen                                                   | Mehrfamilienhaus (ehemaliges Bauernhaus, 1834) | G   | Oberdorfstrasse 2 659585 / 251404                                                     |              |
| 909  | ja   | Datei hochladen                                                   | Wohnhaus (1824)                                | G   | Lettenstrasse 1 659613 / 251345                                                       |              |
| 910  | ja   | Datei hochladen                                                   | Wohnhaus (1781)                                | G   | Oberdorfstrasse 4 659581 / 251306                                                     |              |
| 914A | ja   | Datei hochladen                                                   | Ehemaliger Steinbruch von Eckwil               | X   | Eckwil 660450 / 251053                                                                |              |
| 914B | BW   | Datei hochladen                                                   | Ehemaliger Steinbruch von Mägenwil             | X   | Halde / Hauptstrasse 660596 / 251615                                                  |              |
| 915A | ja   | Datei hochladen                                                   | Wegkreuz von 1604                              | K   | Hauptstrasse / Eckwilerstrasse 660578 / 251541                                        |              |
| 915B | ja   | Datei hochladen                                                   | Wegkreuz von 1737                              | K   | Lettenstrasse bei Haus Nr. 27 659782 / 251394                                         |              |
| 915C | ja   | Datei hochladen                                                   | Wegkreuz von 1769                              | K   | Eckwil 660694 / 251414                                                                |              |
| 915D | ja   | Datei hochladen                                                   | Wegkreuz von 1860                              | K   | Lettenstrasse, bei Haus Nr. 4 659675 / 251347                                         |              |
| 915E | ja   | Datei hochladen                                                   | Wegkreuz von 1877                              | K   | Ecke Hauptstrasse/Breitistrasse, gegenüber der Abzweigung nach Eckwil 660543 / 251561 |              |
| 916A | BW   | Datei hochladen                                                   | Brunnen (1881)                                 | K   | Hauptstrasse, gegenüber Löwen 659604 / 251418                                         |              |
| 916B | BW   | Datei hochladen                                                   | Brunnen (frühes 19. Jh.)                       | K   | Hauptstrasse 27 659733 / 251501                                                       |              |
| 916C | BW   | Datei hochladen                                                   | Brunnen (1865)                                 | K   | Oberdorfstrasse 4 659605 / 251311                                                     |              |
| 917  | BW   | Datei hochladen                                                   | Steinpfeiler                                   | K   | Hauptstrasse 659682 / 251478                                                          |              |
| 918A | BW   | Datei hochladen                                                   | Grenzstein (1763)                              | K   | Mülirüteli 658776 / 251454                                                            |              |
| 918B | BW   | Datei hochladen                                                   | Grenzstein (1880)                              | K   | Wisstannehübel 660000 / 250467                                                        |              |

Hinweis zur Legende: Anstelle der KGS-Nummer wird als Objekt-Identifikator (ID) die Inventarnummer in der Bau- und Nutzungsordnung verwendet.